# Pierre Peinaud
Pierre Peinaud (9 de fevereiro de 1890 — 12 de junho de 1962) foi um ciclista francês que competiu em duas provas de ciclismo de estrada nos Jogos Olímpicos de Verão de 1912.